# Bajč
Bajč (ungarisch Bajcs) ist eine Gemeinde im Südwesten der Slowakei mit 1266 Einwohnern (Stand 31. Dezember 2024). Sie liegt im Okres Komárno, einem Teil des Nitriansky kraj.

## Geographie

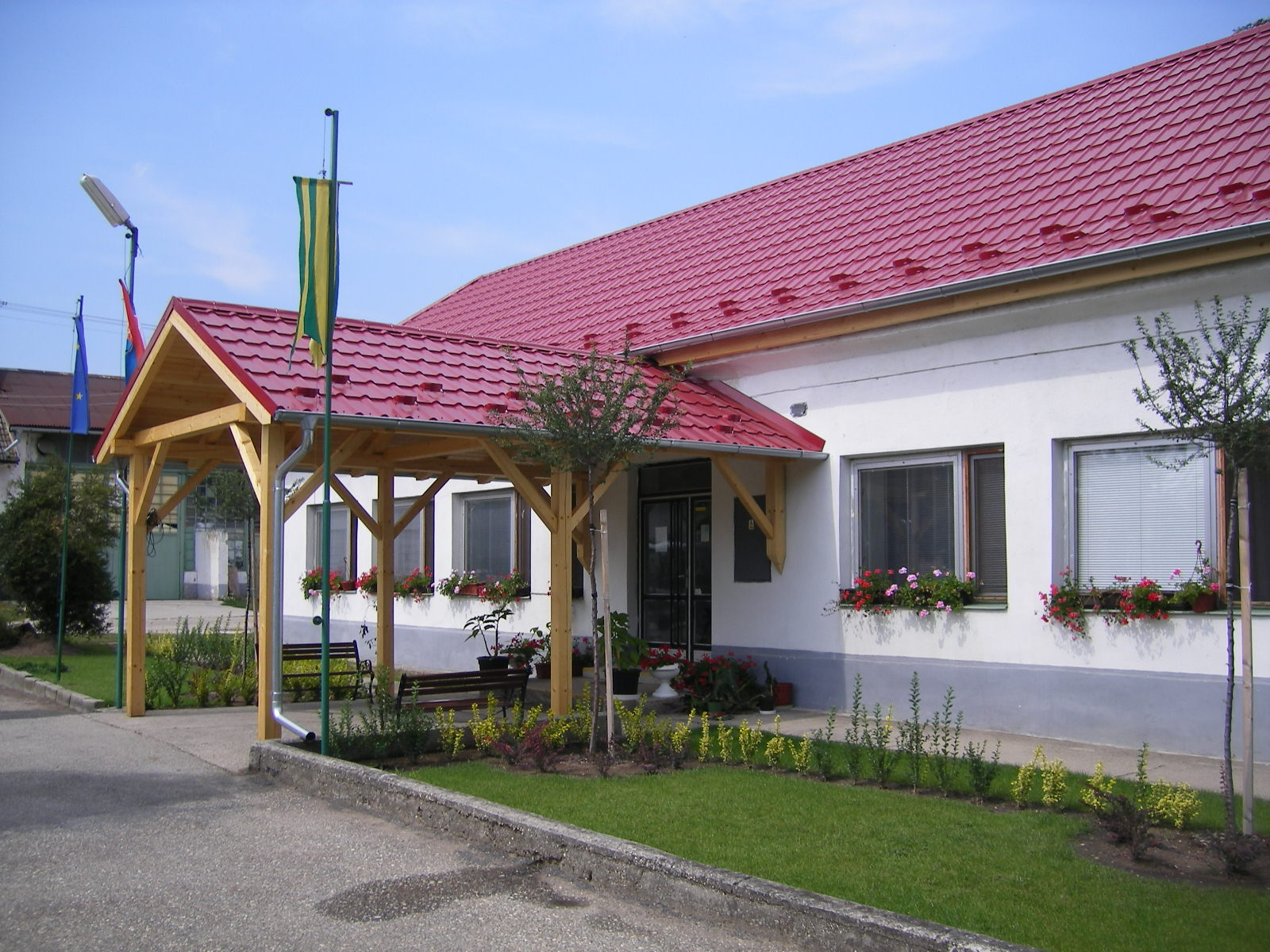
Gemeindeamt von Bajč

Die Gemeinde befindet sich im slowakischen Donautiefland auf einer Flurterrasse der Žitava. Das Gemeindegebiet ist weitgehend entwaldet und größtenteils von Schwarzböden bedeckt. Das Ortszentrum liegt auf einer Höhe von 121 m n.m. und ist sechs Kilometer von Hurbanovo, acht Kilometer von Nové Zámky sowie 22 Kilometer von Komárno entfernt.
Offiziell gibt es nur eine Katastralgemeinde, dennoch gehören zur Gemeinde auch die Siedlungen Chrasť (ungarisch Haraszt), Kotelnica (ungarisch Ellető) und Vlkanovo (ungarisch Farkasd).
Nachbargemeinden sind Nové Zámky im Norden, Dvory nad Žitavou im Nordosten, Pribeta im Osten, kurz Dulovce im Südosten, Hurbanovo (Stadtteil Bohatá) im Süden, Imeľ im Südwesten und Nesvady im Westen.

## Geschichte

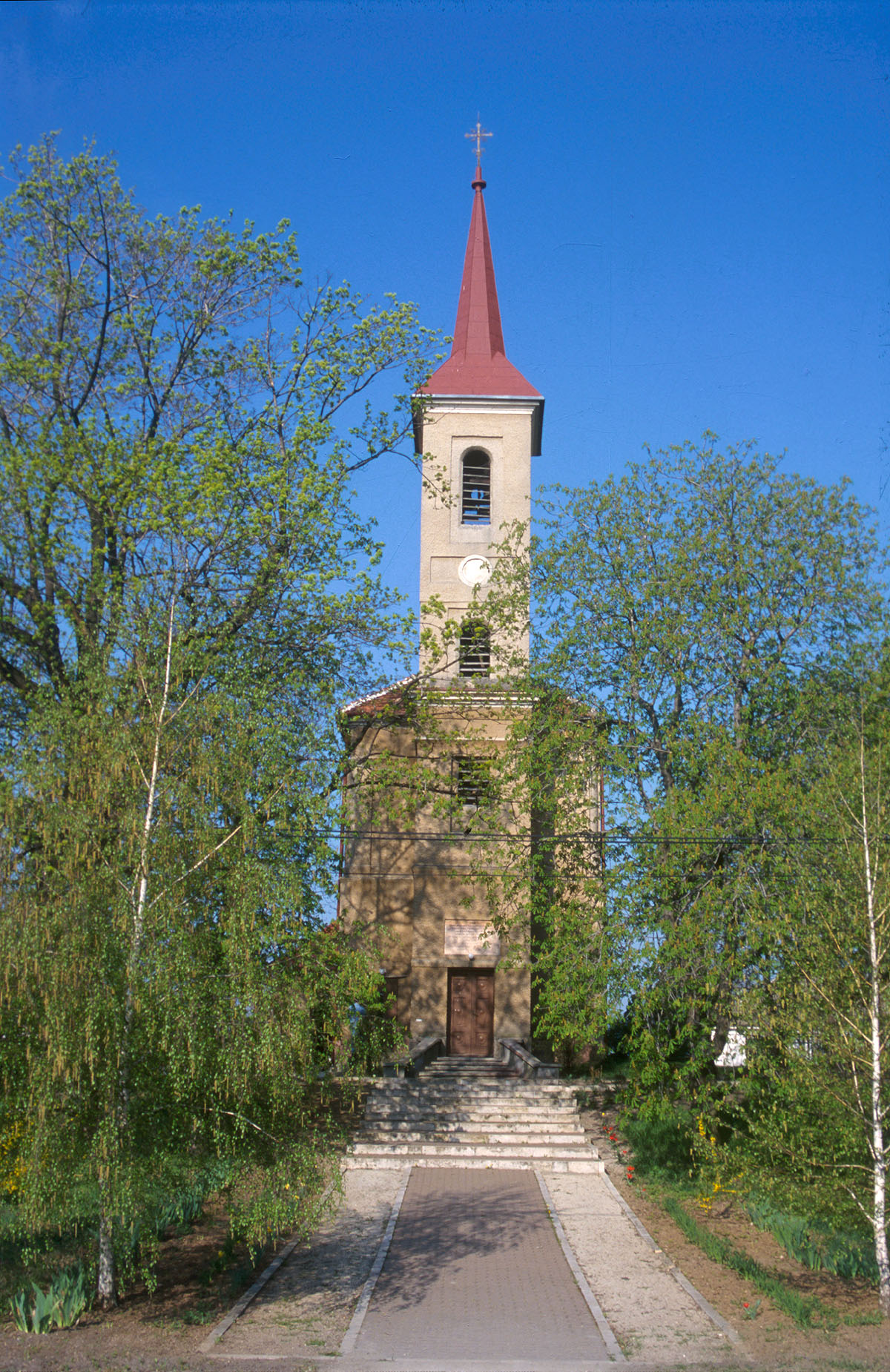
Johannes-der-Täufer-Kirche

Das heutige Gemeindegebiet ist seit der Steinzeit besiedelt; bisher konnten Funde der bandkeramischen Kultur, Lengyel-Kultur, Želiezovce-Kultur, Reste einer Siedlung aus der Bronzezeit, Grabstätten aus der Hallstattzeit, Latènezeit sowie der Zeit des Mährerreichs nachgewiesen werden.
Der heutige Ort entstand aus einer untergegangenen mittelalterlichen Siedlung und wurde zum ersten Mal 1312 als Possessio Archipiscopalis Boych schriftlich erwähnt, als er von Chellus, einem Söldnerführer des Oligarchen Matthäus Csák besetzt wurde. Später kehrte die Ortschaft zurück zum Erzbistum Gran, im Spätmittelalter stand hier eine gotische Paulinerkirche und möglicherweise ein Kloster. Seit dem 16. Jahrhundert ließ das Erzbistum den Ort an verschiedene Gutsherren verpachten, infolge der Türkenkriege büßte jedoch dessen Macht ein.
Zeitweise stand Bajcs unter Vorherrschaft des Osmanischen Reiches, wie beispielsweise nach der Besetzung der nahen Festung Neuhäusel im Jahr 1663; 1664 musste das Dorf eine Steuer von 15.890 Akçe entrichten. 1685 wurde die Ortschaft verwüstet und danach an die Gemeinde Ímely angeschlossen; erst Anfang des 19. Jahrhunderts stieg die Bedeutung von Bajcs wieder an. 1828 zählte man 131 Häuser und 866 Einwohner, die von der Landwirtschaft lebten.
Bis 1918/1919 gehörte der im Komitat Komorn liegende Ort zum Königreich Ungarn und kam danach zur Tschechoslowakei beziehungsweise heute Slowakei. Infolge des Ersten Wiener Schiedsspruchs war er zwischen 1938 und 1945 noch einmal Teil von Ungarn.

## Bevölkerung
| Jahr                | 1994 | 2004    | 2014    | 2024    |
| ------------------- | ---- | ------- | ------- | ------- |
| Anzahl der Personen | 1246 | 1252    | 1253    | 1266    |
| Unterschied         |      | +0,48 % | +0,07 % | +1,03 % |

| Jahr                | 2023 | 2024    |
| ------------------- | ---- | ------- |
| Anzahl der Personen | 1262 | 1266    |
| Unterschied         |      | +0,31 % |

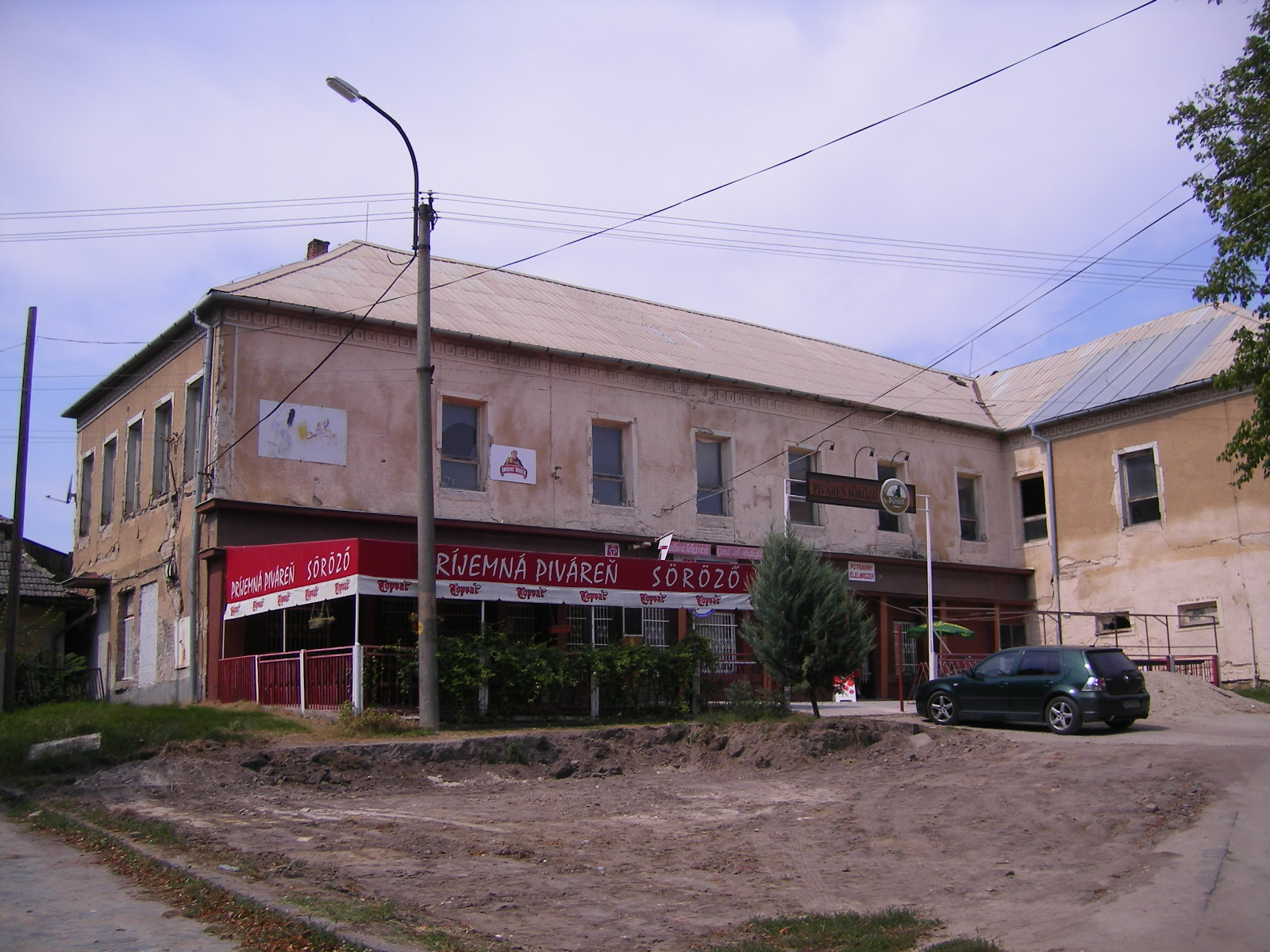
Ehemaliges erzbischöfliches Sommerlandschloss

Gemäß der Volkszählung 2011 wohnten in Bajč 1242 Einwohner, davon 584 Slowaken, 549 Magyaren, 19 Roma, sechs Tschechen und ein Ukrainer; zwei Einwohner gehörten zu einer anderen Ethnie an. 81 Einwohner machten diesbezüglich keine Angabe. 889 Einwohner bekannten sich zur römisch-katholischen Kirche, 31 Einwohner zur reformierten Kirche, 24 Einwohner zur evangelischen Kirche A. B., 17 Einwohner zu den Zeugen Jehovas, elf Einwohner zur apostolischen Kirche, drei Einwohner zur griechisch-katholischen Kirche und jeweils ein Einwohner zu den Baptisten sowie zur kongregationalistischen Kirche; zwei Einwohner bekannten sich zu einer anderen Konfession. 129 Einwohner waren konfessionslos und bei 127 Einwohnern wurde die Konfession nicht ermittelt.

## Bauwerke
- römisch-katholische Johannes-der-Täufer-Kirche aus dem Jahr 1831, entstand durch Umbau eines ehemaligen Landschlosses aus dem Jahr 1790
- erzbischöfliches Landschloss aus dem Jahr 1867, 1945 vom tschechoslowakischen Staat beschlagnahmt und seither vielfältig genutzt (Wohnungen, Lager, Gasthaus)

## Verkehr
Durch Bajč verläuft die Straße 1. Ordnung 64 von Komárno nach Nitra; südlich des Ortszentrums beginnt die Straße 2. Ordnung 511 Richtung Zlaté Moravce und schließlich Veľké Uherce, im Ortszentrum fängt die Straße 2. Ordnung 509 Richtung Štúrovo an. Des Weiteren besitzt die Gemeinde einen Bahnhof an der Bahnstrecke Komárom–Nové Zámky mit mehreren täglichen Lokalzügen.